# Schere, Stein, Papier (Buch)
Schere, Stein, Papier (englischer Originaltitel: Baby) ist ein 1993 erstmals veröffentlichtes Kinder- und Jugendbuch der US-Amerikanerin Patricia MacLachlan.

## Handlung
Larkins Familie, die auf einer Insel wohnt, findet nach Abreise der letzten Feriengäste am Ende des Sommers einen Korb vor ihrer Tür, in dem das Baby Sophie liegt. Die Mutter hat es zurückgelassen, weil sie sich nicht um sie kümmern kann und bittet darum, sich solange um ihre Tochter zu kümmern, bis sie sie wieder abholt.
Gegen den Willen des Vaters entschließt sich die Mutter, es zu behalten. Jetzt, mit dem neuen Familienmitglied, findet auch die lang hinausgeschobene Auseinandersetzung mit dem Tod von Larkins Bruder statt, der ein halbes Jahr zuvor kurz nach der Geburt starb. Sophie nimmt quasi seinen Platz ein und selbst der Vater und Larkin, die sich am  längsten dagegen sträuben, sehen bald in dem Baby ein Familienmitglied. Doch nach einem Jahr tritt das ein, was alle ängstlich erwarteten: die wahre Mutter taucht auf und verlässt mit Sophie zusammen die Insel.

## Bemerkungen
Das Buch stand auf der Auswahlliste des Deutschen Jugendliteraturpreises 1995.

## Verfilmung
2000 entstand unter der Regie von Robert Allan Ackerman eine Verfilmung mit dem Titel Baby – Glück auf Zeit. Die Hauptrollen spielten Farrah Fawcett und Robert Carradine.